# Geir Andersen
Geir Andersen, född 12 februari 1964, är en norsk utövare av nordisk kombination som tävlade åren 1983–1989. Han vann tre medaljer vid världsmästerskap med ett guld (1984: då han ingick i det norska lag som vann 3 x 10 kilometer) och två silver (1985: 15 kilometer individuellt, samma år ingick han även i det norska lag som vann  3 x 10 kilometer lag).
Andersen slutade tia i den individuella tävlingen vid olympiska vinterspelen 1984 i Sarajevo. Han vann sex individuella tävlingar åren 1984–1985.